# История электрических батарей
Батареи являлись основными источниками электричества до изобретения в конце XIX века электрогенераторов и электрических сетей. Успех в создании батарей ускорил развитие большинства электрических приборов: от телеграфов и телефонов до портативных компьютеров, мобильных телефонов и электроавтомобилей.
Разработаны несколько основных типов батарей, производимых в промышленном масштабе.
Например, «мокрые ячейки» представляют собой открытые контейнеры с погружёнными в раствор или расплав электролита металлическими электродами, которые после выработки ресурсов заменяют на новые. Такие ячейки неудобно использовать в переносных устройствах, например, электроавтомобилях, но они подходят для телеграфных и телефонных сетей, тогда как в ранних автомобилях применяли «полузапечатанные мокрые ячейки».
Другой способ классификации батарей основан на их способности к циклической работе в режиме заряд-разряд. В соответствии с этим, «первичными» батареями называют (в российской науке приняты обозначения «первичный источник тока» и «вторичный источник тока», однако в данной статье, для удобства, мы будем использовать обе номенклатуры) устройства, которые неспособны к перезарядке электрическим током. «Вторичные» батареи, например, свинцово-кислотные, никель-кадмиевые и более современные разработки, могут быть заряжены после использования, что значительно увеличивает срок службы. Благодаря этому, с открытием никелевых и литиевых батарей во второй половине XX века изобретены бесчисленные портативные электронные устройства: от мощных фонариков до мобильных телефонов. Самые большие стационарные батареи находят применение в промышленных электрических сетях, где они служат для стабилизации распределения мощности сети.

## Открытие источников тока
До создания первых батарей в середине XVIII века учёные применяли Лейденские банки для хранения электрического заряда. Лейденские банки, которые представляли собой простые конденсаторы, в отличие от электрохимических ячеек, физически сохраняли свой заряд и мгновенно высвобождали его. Многие экспериментаторы стали соединять несколько лейденских банок вместе, чтобы удерживать больший заряд, и одним из них был изобретатель из американских колоний Бенджамин Франклин. Возможно, он был первым, кто назвал своё устройство «электрической батареей», обыгрывая военный термин, обозначающий несколько орудий, работающих синхронно.
Следующий шаг в развитии источников тока совершил Алессандро Вольта, разработки которого основывались на открытиях Луиджи Гальвани. Он полагал, что наблюдаемые в Лейденской банке явления обусловлены контактом двух различных металлов через смоченную водой прокладку. А. Вольта подтвердил свои гипотезы экспериментами, первые результаты которых были опубликованы в 1791 году. В 1800 году он собрал первую батарею, запасавшую и высвобождавшую заряд посредством химической реакции, а не только через пространственное разделение заряда. Это устройство известно сейчас как «Вольтов столб». Оно состояло из пар медных и цинковых дисков (также подходила пара серебряный — медный диск), между которыми проложены куски ткани или картона, пропитанного рассолом (то есть раствором электролита). Так как механизм хранения заряда отличался от Лейденской банки, ток от Вольтова столба был стабильным, а потери заряда были малыми, при этом напряжения на концах цепи не хватало для появления искр.
Вольта полагал, что электрический ток является результатом лишь физического соприкосновения двух разных материалов (сейчас эта устаревшая теория известна как теория контактного напряжения), а не химической реакции между ними. Вследствие этого А. Вольта считал, что коррозию цинковых дисков в «столбе» можно преодолеть изменением материала. Тем не менее, учёным всё ещё не удалось надёжно защитить цинковый электрод от коррозии при работе батареи. В действительности замечено, что скорость коррозии растёт при увеличении протекающего тока. Этот факт заставил отвергнуть теорию контактного напряжения и подтвердил наличие химической реакции между электродами. Схема цинк-медной батареи, приложенная к этому разделу, отличается от оригинальной схемы «Короны кубков» или «Вольтого столба», предложенной самим А. Вольта, тем, что лишние с современной точки зрения детали батареи удалены. Схема демонстрирует, что «контактное напряжение» не является источником электродвижущей силы в «Вольтовом столбе».
Предложенный Вольта источник тока имел некоторые технические недостатки, так, утечка раствора электролита и деформация тканевых прокладок под весом электродных дисков вела к коротким замыканиям. Шотландский учёный Уильям Крукшенк улучшил конструкцию, расположив медно-цинковые пары в коробке, а не в виде вертикального столба, что принято называть желобовой батареей. А. Вольта также предложил модификацию «столба»: несколько сосудов, заполненных раствором соли, были соединены медными и цинковыми дугами, касающимися растворов в сосудах. Эта конструкция получила название «Корона кубков»
Другой проблемой «Вольтова столба» стало малое время работы (не более часа), что вызвано двумя причинами: при протекании тока происходило восстановление воды, вследствие чего выделялся газообразный водород, адсорбирующийся на медном электроде, что увеличивало внутреннее сопротивление, а также формирование токов около примесей в цинке, что вызывало деградацию цинкового электрода (в современной науке эти явления названы поляризацией и локальными токами, соответственно). Проблема локальных токов была решена в 1835 году английским изобретателем Уильямом Стёрдженом, который обнаружил, что амальгамированный цинк (сплав цинка и ртути) не подвержен их действию.
Несмотря на недостатки элемента Вольта, он мог обеспечить стабильный ток, в отличие от Лейденской банки, что позволило проводить более совершенные эксперименты. Например, английскими хирургом Энтони Карлайлом и химиком Уильямом Николсоном впервые был проведён электролиз воды.

## Первые батареи

### Элемент Даниэля
Проблема абсорбции пузырьков водорода в элементе Вольта была решена в 1836 году профессором химии из Англии Джоном Фредериком Даниэлем. В его устройстве использовано два раствора электролита, в одном из которых при работе ячейки происходило выделение, а в другом поглощение пузырьков водорода. Так, элемент Даниэля состоял из двух вложенных сосудов, больший из которых был из меди, а меньший — из пористой глины (пористая структура позволяла обмениваться ионам без смешения растворов). В больший сосуд помещали раствор сульфата меди, а в меньший — раствор серной кислоты и цинковый электрод.
Элемент Даниэля значительно улучшил существующую технологию источников тока и стал первым широко используемым источником электроэнергии. Он обеспечивает более длительный и надёжный ток, чем Вольтов столб, а также был более коррозионностойким. Рабочее напряжение элемента Даниэля составляет примерно 1,1 вольта, что вскоре стало отраслевым стандартом использования, особенно в новых телеграфных сетях. Кроме того, он был использован для первого стандарта единицы измерения электродвижущей силы «вольт».

### Элемент Бёрда
В 1837 году терапевт из больницы Гая Голдинг Бёрд представил модификацию элемента Даниэля, где пористая глина была заменена на гипс. Эксперименты с ячейкой Бёрда послужили основой для новой науки — электрометаллургии.

### Ячейка «пористый горшок»
В 1838 Джон Дэнсер предложил новую модификацию элемента Даниэля. Она состояла из концентрических цилиндров, центральным из которых был цинковый анод, погружённый в пористый глиняный сосуд, заполненный раствором сульфата цинка. В свою очередь, глиняный сосуд помещали внутрь медного цилиндра (катода для этой ячейки), заполненного раствором сульфата меди.

### Гравитационная ячейка
В 1860-х выходец из Франции по фамилии Каллауд изобрёл вариант элемента Даниэля, названный гравитационной ячейкой. В этой более простой версии не использован пористый барьер, что уменьшает внутреннее сопротивление системы, и, таким образом, батарея даёт более сильный ток. Она стала популярной среди американских и британских телеграфных сетей и широко использовалась до 1950-х годов.
Гравитационная ячейка состоит из стеклянной банки, на дне которой находится медный катод, а под крышкой подвешен цинковый анод. Кристаллы сульфата меди рассыпают вокруг катода, после чего наполняют дистиллированной водой. При подаче тока вокруг анода образуется слой раствора сульфата цинка, который отделён от нижнего слоя раствора, обогащённого сульфатом меди, ввиду более низкой плотности последнего.
В отличие от синего слоя сульфата меди, раствор, обогащённый сульфатом цинка бесцветен, что позволяет визуально оценить срок службы ячейки. Однако, элемент не лишён недостатков: его можно использовать только в стационарном приборе, иначе растворы смешаются или разольются, необходимо постоянно подавать ток, чтобы предотвратить смешивание двух растворов путём диффузии, поэтому он непригоден для периодического использования.

### Ячейка Поггендорфа
В ряде работ, направленных на минимизацию адсорбции водорода на поверхности меди, использовали два раствора электролитов, разделённых пористой мембраной, в одном растворе при протекании тока выделялись пузыри водорода (его и называют раствором электролита), в другом пузыри поглощаются (такой раствор называют деполяризатором). Немецкий учёный Иоганн Кристиан Поггендорф в 1842 году исключил проблему с разделением растворов электролита и деполяризатора через пористую мембрану. В ячейке Поггендорфа, иногда называемой ячейкой Грене из-за работ Юджина Грене, проводимых около 1859 года, в качестве раствора электролита использована разбавленная серная кислота, а деполяризатора — хромовая кислота, что послужило основой для другого названия — ячейка хромовой кислоты. Также элемент Поггендорфа называют «бихроматной ячейкой», так как хромовую кислоту часто готовят в самой ячейке, приливая серную кислоту к бихромату калия. Обе кислоты смешивались, что позволяло поглощать водород. Положительный электрод (катод) представляет собой две углеродные пластины, между которыми расположена цинковая пластина (отрицательный электрод или анод). Из-за склонности смеси кислот вступать в реакцию с цинком предусмотрен механизм, позволяющий очистить цинковый электрод от кислот.
Рабочее напряжение элемента Поггендорфа составляет 1.9 В, что сделало его популярным среди учёных на протяжении многих лет. Кроме того, отсутствие испарений и долгий срок службы также являются преимуществами элемента. Однако, относительная хрупкость его тонкого стеклянного корпуса и необходимость поднимать цинковую пластину, когда элемент не используется, в конечном итоге привели к тому, что он вышел из моды.
На основе данной ячейки создана ячейка Фуллера, отличие которой было в том, что две кислоты разделялись пористым контейнером, а цинковый электрод обрабатывается ртутью с образованием амальгамы.

### Ячейка Грове
В 1839 году валлиец Роберт Грове представил ячейку, состоящую из цинкового анода, погружённого в серную кислоту, и платинового катода, погружённого в азотную кислоту, разделённых пористой глиняной мембраны. Ячейка Грове имеет вдвое большее рабочее напряжение, чем элемент Даниэля, однако во время работы выделяются ядовитые пары оксида азота. Кроме того, напряжение резко падало при уменьшении степени заряда ячейки, а также производство ячейки требует дорогой платины.

### Ячейка Дуна
Альфред Дун в 1885 году создал ячейку, где, как и в элементе Даниэля, два раствора были разделены пористой перегородкой, но между собой растворы отличались только степенью разбавления царской водки (смеси соляной и азотной кислот). Таким образом, водород, выделяющийся на графитовом электроде в разбавленном растворе кислоты, поглощался в концентрированном растворе кислоты, в которую был погружён железный электрод. Элемент мог поддерживать рабочее напряжение до 12 часов, что использовалось в освещении лампами накаливания.

## Перезаряжаемые батареи и сухие элементы

### Свинцово-кислотные аккумуляторы
До этого момента все существующие батареи работали таким образом, что после израсходовании всех химических реагентов, их нельзя было зарядить повторно. В 1859 году Гастон Планте изобрёл свинцово-кислотную батарею — первую батарею, которую можно было заряжать, пропуская через неё противоположный ток, то есть вторичный источник тока. Свинцово-кислотный элемент состоит из свинцового анода и катода из диоксида свинца, погружённых в серную кислоту. Оба электрода реагируют с кислотой с образованием сульфата свинца, при этом реакция на свинцовом аноде высвобождает электроны, а реакция на диоксиде свинца поглощает их, создавая тем самым ток. Эти химические реакции можно обратить вспять, пропуская через батарею противоположный ток, тем самым перезаряжая ее.
Первая модель Планте состояла из двух скрученных по спирали свинцовых листов, разделённых резиновыми прокладками. Его батареи впервые были использованы для питания освещения в вагонах поездов во время остановки на станции. В 1881 году Камиль Альфонс Фор изобрёл улучшенную версию, состоящую из свинцовой решётки, в которую впрессована паста из оксида свинца, образующую пластину. Несколько пластин могут быть установлены друг на друга для повышения производительности. Эту конструкцию легче производить серийно.
По сравнению с другими батареями, элементы Планте довольно тяжёлые и громоздкие, при этом обладали достаточно низкой энергоёмкостью. Тем не менее, он может создавать очень большие токи, поскольку у него очень низкое внутреннее сопротивление, следовательно, одну батарею можно использовать для питания нескольких цепей.
Свинцово-кислотные аккумуляторы до сих пор используются в автомобилях и других устройствах, где масса не имеет большого значения. Основной принцип не изменился с 1859 года. В начале 1930-х годов в LT-батарее портативных ламповых радиоприёмников использовался гелевый электролит (вместо жидкости), полученный путём добавления кремнезёма в заряженный элемент. В 1970-х годах стали распространены «герметичные» версии (широко известные как «гелевый элемент» или «SLA»), позволяющие использовать батарею в разных положениях без сбоев или утечек.

### Ячейка Лекланше
В 1866 году Жорж Лекланше изобрёл батарею, которая состоит из цинкового анода и катода из диоксида марганца, обёрнутых пористым материалом и погружённых в сосуд с раствором хлорида аммония. Катод из диоксида марганца также содержит небольшую добавку углерода, которая улучшает проводимость и адсорбцию Он обеспечивал рабочее напряжение 1.4 вольта.. Эта ячейка очень быстро добилась успехов в телеграфии, сигнализации и работе с электрическими звонками.
Этот класс сухих элементов использовался для питания первых телефонов — обычно из соседнего деревянного ящика, прикреплённого к батареям, прежде чем телефоны могли получать питание от самой телефонной линии. Однако, ячейка Лекланше не может обеспечивать постоянный ток в течение длительного времени.
При продолжительных звонках батарея разряжалась, прерывая разговор — это связано с тем, что определённые химические реакции в ячейке увеличивают внутреннее сопротивление и, таким образом, снижают рабочее напряжение.

### Цинк-углеродная сухая батарея
Многие исследователи пытались избавиться от жидкости электрохимической ячейки, чтобы сделать её более удобной в использовании. Замбониев столб, изобретённый в 1812 году, представляет собой сухую батарею высокого напряжения, но способную выдавать лишь незначительный ток. Различные эксперименты проводились с целлюлозой, опилками, стекловолокном, асбестовыми волокнами и желатином.
В 1886 году Карл Гасснер получил немецкий патент на вариант элемента Лекланше, который стал известен как «сухой элемент», поскольку в нём нет свободного жидкого электролита. Вместо этого в нём хлорид аммония смешивают с гипсом для получения пасты с добавлением небольшого количества хлорида цинка для продления срока годности. Катод из диоксида марганца погружён в эту пасту, и всё это запечатано в цинковую оболочку, которая также действует как анод. В ноябре 1887 года он получил патент США № 373,064 на то же устройство.
В отличие от предыдущих «мокрых» ячеек, сухая камера Гасснера — более прочная, не требует обслуживания, не проливается и может использоваться в любой ориентации. Такая ячейка обеспечивает потенциал 1,5 вольта. Первой моделью массового производства был сухой элемент Columbia, впервые выпущенный на рынок Национальной углеродной компанией (NCC) в 1896 году. NCC усовершенствовала модель Гасснера, заменив гипс картоном, свёрнутым в спираль, нововведение позволило оставить больше места для катода и облегчило сборку батареи. Это была первая удобная батарея массового потребления, которая сделала портативные электрические устройства практичными и непосредственно привела к изобретению фонарика.
Цинк-углеродные батареи (как их стали называть) производятся до сих пор.
Параллельно в 1887 году Вильгельм Хеллесен разработал собственную конструкцию сухой ячейки. Утверждалось, что дизайн Хеллесена предшествовал дизайну Гасснера.
В 1887 году Сакидзо Яй (屋井先蔵) из Японии разработал сухую батарею, которая затем была запатентована в 1892 году. В 1893 году сухая батарея, которую создал Сакидзо Яй, была выставлена на Всемирной Колумбийской выставке и привлекла значительное международное внимание.

### Никель-кадмиевая щелочная батарея
В 1899 году шведский учёный Вальдемар Юнгнер изобрёл никель-кадмиевую батарею, перезаряжаемую батарею с никелевым и кадмиевым электродами в растворе гидроксида калия; первая батарея, в которой использовался щелочной электролит. Он был запущен в производство в Швеции в 1910 году и достиг Соединённых Штатов в 1946 году. Первые модели были надёжными и имели бо́льшую плотность энергии, чем свинцово-кислотные батареи, однако были намного дороже.

## XX век: новые технологии и повсеместность
| Размер | Год запуска в производство |
| ------ | -------------------------- |
| D      | 1898                       |
| AA     | 1907                       |
| AAA    | 1911                       |
| 9V     | 1956                       |

### Никель-железные батареи
Вальдемар Юнгнер запатентовал никель-железную батарею в 1899 году, в том же году, что и его патент на никель-кадмиевую батарею, но обнаружил, что она уступает своему кадмиевому аналогу, и, как следствие, так и не разработал её. При заряде никель-железная батарея производила гораздо больше газообразного водорода, а это означало, что его нельзя было герметизировать, а процесс заряда был менее эффективным (однако он был дешевле).
Увидев способ получить прибыль на и без того конкурентном рынке свинцово-кислотных аккумуляторов, Томас Эдисон в 1890-х годах работал над разработкой щелочной батареи, на которую он мог бы получить патент. Эдисон думал, что, если он создаст лёгкий и прочный аккумулятор, электромобили станут стандартом, а его фирма станет основным поставщиком аккумуляторов. В 1901 году после множества экспериментов и, вероятно, позаимствовав конструкцию Юнгнера, Эдисон запатентовал никель-железную батарею на щелочной основе. Однако, клиенты обнаружили, что его первая модель щелочной никель-железной батареи склонна к утечкам, что приводит к короткому сроку службы батареи, а также она не сильно превосходит свинцово-кислотный элемент. Хотя семь лет спустя Эдисон смог выпустить более надёжную и мощную модель, к этому времени недорогая и надёжная модель T Ford (Model T Ford) сделала автомобили с бензиновым двигателем стандартом. Тем не менее, батарея Эдисона добилась большого успеха в других приложениях, таких как электрические и дизель-электрические железнодорожные транспортные средства, обеспечение резервного питания для сигналов железнодорожного переезда или питание ламп, используемых в шахтах.

### Щелочные батареи
До конца 1950-х годов цинк-углеродные батареи оставались популярными первичными батареями, но их относительно низкий срок службы препятствовал продажам. Канадскому инженеру Льюису Урри, работавшему в Union Carbide, сначала в National Carbon Co. в Онтарио, а к 1955 году в Пармской исследовательской лаборатории Национальной углеродной компании (National Carbon Company) в Кливленде, штат Огайо, была поставлена задача найти способ продлить срок службы цинк-углеродных батарей. Опираясь на более раннюю работу Эдисона, Урри решил, что щелочные батареи более перспективны. До этого щелочные батарейки с более длительным сроком службы были неоправданно дорогими. В батарею Урри входит катод из диоксида марганца и порошкообразный цинковый анод с щелочным электролитом. Благодаря использованию порошкообразного цинка достигается большая площадь поверхности анода. Эти батареи были выпущены на рынок в 1959 году.

### Никель-водородные и никель-металлогидридные батареи
Никель-водородная батарея вышла на рынок в качестве подсистемы хранения энергии для коммерческих спутников связи.
Первые никель-металлогидридные батареи потребительского класса (NiMH) для небольших применений появились на рынке в 1989 году как разновидность никель-водородной батареи 1970-х годов. NiMH-аккумуляторы, как правило, имеют более длительный срок службы, чем NiCd-аккумуляторы (и их срок службы продолжает увеличиваться по мере того, как производители экспериментируют с новыми сплавами). К тому же, поскольку кадмий токсичен, NiMH-аккумуляторы менее вредны для окружающей среды.

### Литиевые и литий-ионные батареи
Литий — это металл с наименьшей плотностью, большими электрохимическим потенциалом относительно СВЭ и плотностью запасённой энергии. Также, низкий атомный вес и небольшой размер ионов обеспечивает быструю диффузию атомов лития, что позволяет предположить, что ионы лития будут эффективны как переносчики заряда в аккумуляторах. Эксперименты с литиевыми батареями начались в 1912 году под руководством американского физико-химика Гилберта Н. Льюиса, но коммерческие литиевые батареи появились на рынке только в 1970-х годах в виде литий-ионных аккумуляторов. Литиевые первичные элементы на три вольта, такие как тип CR123A, до сих пор широко используются, в частности в видеокамерах и очень маленьких устройствах.
В 1980-х годах произошли три важных события, связанных с литиевыми батареями. В 1980 году американский химик Джон Б. Гуденаф открыл катодный материал LiCoO2 (оксид лития-кобальта), а марокканский учёный-исследователь Рашид Язами показал возможность применения графита как анодного материала. В 1981 году японские химики Токио Ямабе и Сидзукуни Ята открыли наноуглеродный PAS (полиацен) и обнаружили, что он очень эффективен в качестве анода, способного работать с известными растворами электролитов. Это сподвигло исследовательскую группу под руководством Акиры Ёсино из AsahiChemical создать в 1985 году прототип литий-ионной батареи, которая, в отличие от известных литиевых элементов могла быть перезаряжена. Компания Sony начала производство литий-ионных батарей в 1991 году.
В 1997 году Sony и Asahi Kasei выпустили литий-полимерный аккумулятор. В этих батареях электролит содержится в твёрдом полимерном композите, а не в жидком растворителе, а электроды и сепараторы ламинированы друг с другом. Последнее отличие позволяет помещать батарею в гибкую обёртку, а не в жёсткий металлический корпус, что означает, что такие батареи могут принимать различную форму, требуемую в конкретном устройстве. Это способствовало применению литий-полимерных батарей в портативных электронных устройствах, таких как мобильные телефоны и карманные персональные компьютеры, а также радиоуправляемых самолётах, поскольку такие батареи обеспечивают более гибкую и компактную конструкцию. Тем не менее, литий-полимерные аккумуляторы имеют более низкую плотность энергии, чем другие литий-ионные батареи.
В 2019 году Джон Б. Гуденаф, М. Стэнли Уиттингем и Акира Ёсино были удостоены Нобелевской премии по химии за разработку литий-ионных аккумуляторов.